# A Pincérfrakk utcai cicák
A Pincérfrakk utcai cicák Kormos István által írt, 1976-ban, a Móra Ferenc Könyvkiadó gondozásában kiadott képes mesekönyv, melybe saját gyerekverseit is belehelyezte. A kötetet Heinzelmann Emma grafikái diszítették.
A kötet németül (Die sieben Gefürchteten) és angolul (The cats of Coat'n'Tail street) is megjelent a Corvina Könyvkiadó gondozásában – már a szerző 1977-ben bekövetkezett halála után – 1979-ben, ugyancsak Heinzelmann Emma rajzaival. Németre Liane Dira, angolra Judith Elliott fordította le.
Ellenben az 1978-as diafilmváltozatban Zsoldos Vera készítette a rajzokat.
2002-ben – kiegészítve más, a szerző által írt mesékkel – újból megjelent a mese A Pincérfrakk utcai cicák és más mesék kötetben, az Osiris Kiadó gondozásában, Faltisz Alexandra rajzaival.

## Története
A Pincérfrakk utcai cicák kerülték az embereket és a kutyákat és egy elhagyatott házban éltek. Ellenfeleik a Cincérfark utcai kutyák. A velűk való küzdelemről szól a mese.

## Szereplők
- Mörrenmorcogi Micó, a hétrettenetesek közt ő a főmacska
- Bilkeygorzó, Mörrenmorcogi Micó egyik öccse
- Rafael, Mörrenmorcogi Micó másik öccse, költő
- Lédiell, a negyedik testvér, aki lánycica, a világ legeslegszelídebb fehér cicája, aki nem szeret karmolászni
- Háj Piszkéndről, Mörrenmorcogi Micó egyik testőre
- Iháj Puskándról, Mörrenmorcogi Micó másik testőre
- Miháj Vencsellőről, Mörrenmorcogi Micó harmadik testőre
- I. Lajos komondor
- II. Lajos kuvasz
- III. Lajos foxi
- IV. Lajos vizsla
- V. Lajos pincsi
- VI. Lajos farkaskutya
- VII. Lajos puli
- VIII. Lajos bernáthegyi
- IX. Lajos dakszli
- Kováts Nikoláj kútkávafestő, Mörrenmorcogi Micó sakkozópartnere
- Csíkosbunda Kázmér, Mörrenmorcogi Micó nagybátyja
- Dániel, a csízszelidítő

A mesekönyvbe bekerültek földrajzi helyek, csillagok, közismert emberek, újságok, köznyelvben használatos kifejezések  is: Buda, Vencsellő, Ördögárok, Szeged, Pakisztán, Fiastyúk, Göncölszekér, Közért, Krisztina Központ, (Goethe, Vas István (egy macska se született Goethe vagy Vas István), Capablanca, Füles, Magyar Nemzet, idegenbe szakadt hazánkfia, jó házból való, kalandorok kíméljenek, nemes kutyabőr, interurbán.